# Charmoille (Jura)
Pour les articles homonymes, voir Charmoille.
Charmoille (ancien nom allemand : Kalmis/Galmis) est une ancienne commune suisse du canton du Jura, située dans le district de Porrentruy. Après décision des citoyens de la commune le 13 juillet 2008, elle a fusionné le 1er janvier 2009 avec Asuel, Fregiécourt, Miécourt et Pleujouse pour former la commune de La Baroche.
Charmoille est le lieu où a grandi l'écrivain Ferenc Rákóczy, qui a décrit dans plusieurs récits poétiques la vie au village, les rapports à la nature et à l'enfance, ainsi que l'opposition ville-campagne.

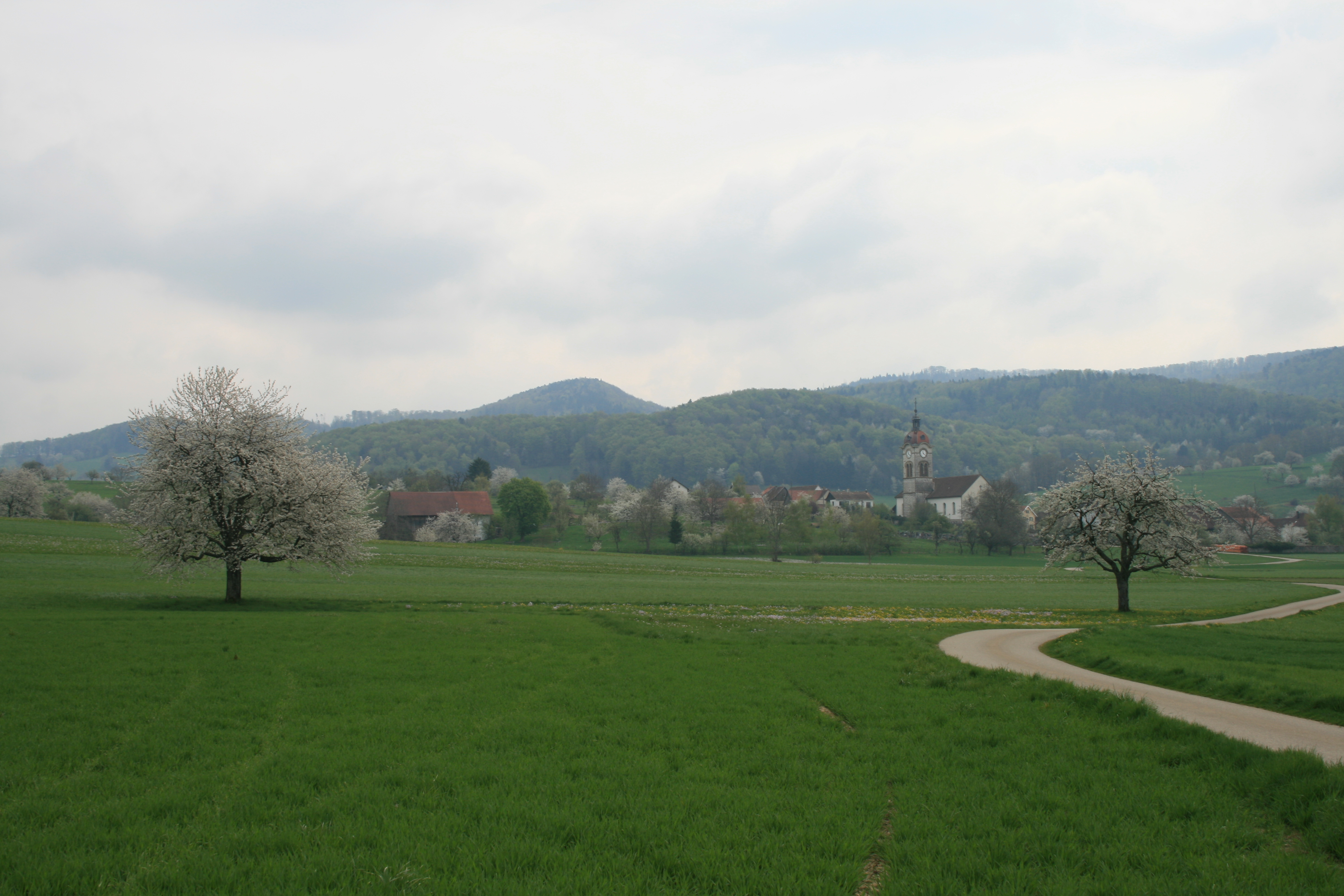
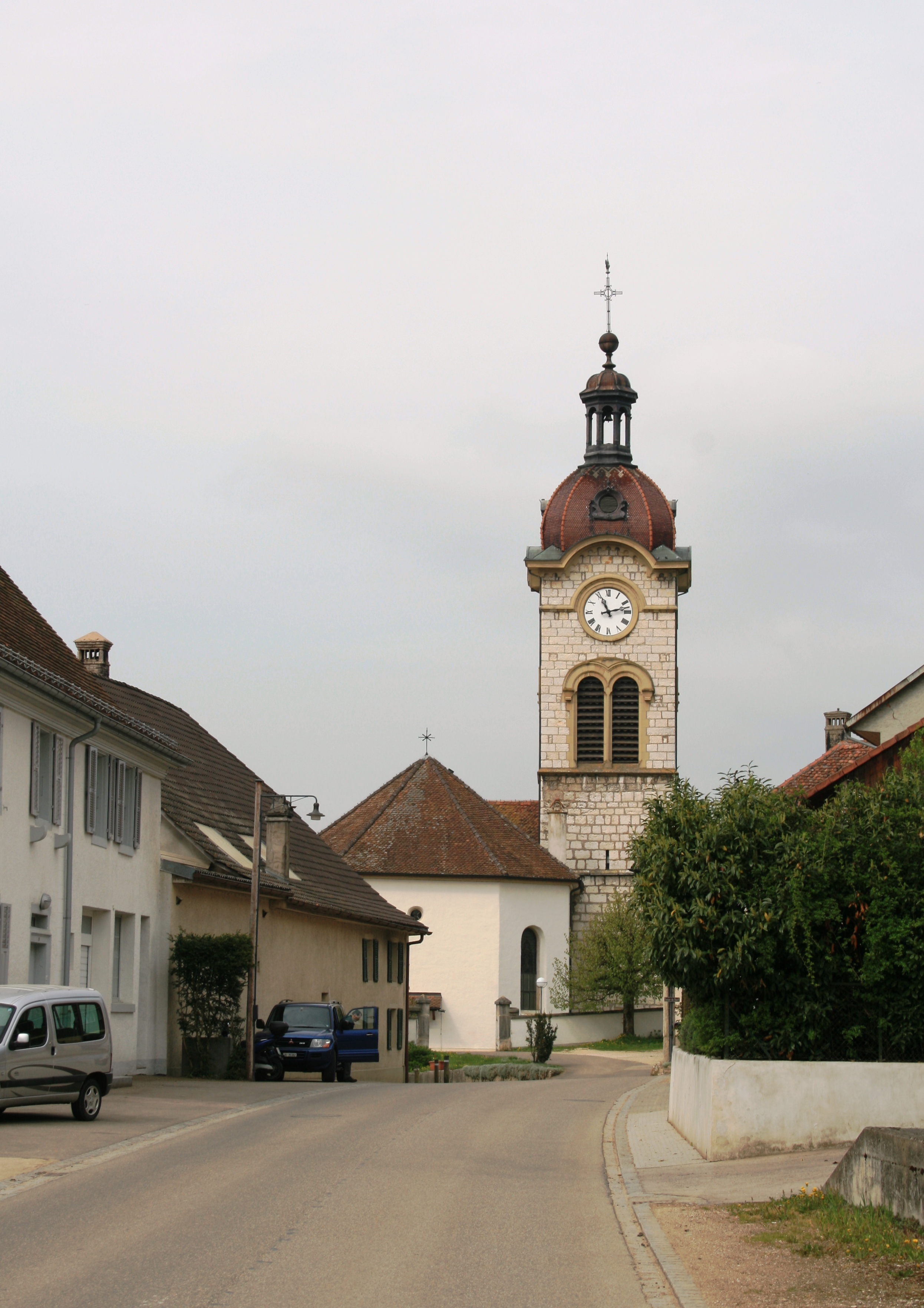

## Personnalités
- Georges Gobat (1600-1679), prêtre jésuite, théologien et écrivain, est né à Charmoille.